# 中国驻名古屋总领事馆
中华人民共和国驻名古屋总领事馆（日语：／），简称中国驻名古屋总领事馆，是中華人民共和国在日本愛知縣名古屋市設置的總領事館。
2005年9月26日，中华人民共和国驻名古屋领事馆開設。2007年8月20日，領事館升為總領事館。

## 所在地
〒461-0005 愛知縣名古屋市東区東櫻二丁目8番37号（2-8-37 Higashisakura, Higashi-ku, Nagoya, Aichi,〒461-0005）

## 领区
愛知縣、岐阜縣、福井縣、富山縣、石川縣、三重縣

## 機構設置
中國駐名古屋總領事館設置下列機構：
- 双边处
- 领事侨务处
- 办公室